# Готфрід (герцог Фризії)
Готфрід (Годфред) Гаральдсон (нім. Godfrid; д/н — 885) — герцог Фризії в 882—885 роках.

## Життєпис
Ймовірно, був сином Гаральда II, конунга Південної Ютландії. Про молоді роки замало відомостей. Очолював один з загонів Великої літної армії номарнів, з якою у 871—877 роках брав участь у війні проти англосакських королівств Мерсія та Вессекс.
879 року, скориставшись смертю Рорика Ютландського (вірного васала франків), Готфрід на чолі частини літньої армії зробив напади на Фризію та Фландрію. 880 року перетворив місто Гент на свою військову базу, звідки продовжив напади на франків. Руйнування зазнали майже всі північно-західні області Східно-Франкської держави, уздовж річки Рейн.
Попри поразку, завдану вікінгам королем Східно-Франкської держави Людовиком III Молодшим в битві при Сокурі в серпні 881 року (загинуло 8 тис. норманів за франкськими хроніками), Готфріду вдалося побудувати укріплений зимовий табір в Ельслоо (поблизу Маастрихту).
У 882 році було атаковано Лотарингію, війська на чолі з Готфрідом захопили й розграбували міста Кельн, Бонн, Трір, Мец, Бінген, Вормс і Аахен, зруйнували майже всі монастирі, зокрема Прюмське абатство. Дуже серйозно постраждали володіння Льєзької єпархії: норманами були спалені міста Тонгерен і Маастрихт, абатства в Ставело, Мальмеді і Сінт-Трейдені. Велика частина жителів і ченців, які не встигли втекти, були вбиті. Сам Льєж був захоплений і сплюндрований.
Після цього Готфрід опинився обложеним в таборі в Ассельті (долина Маасу), де витримав облогу. Тому новий король Східно-Франкського королівства Карл III Товстий був змушений підписати мир з Готфрідом, надавши тому титул герцога Фризії (за іншими відомостями — маркграфа) і видавши за нього заміж свою небогу. Натомість Готфрід заприсягся ніколи не нападати на франкські володіння і прийняв християнство. Хрещеним батьком став сам Карл III.
883 року нормани зазнали поразки у битві біля Прюма. 884 року Готфрід знову здійснив напад на Східно-Франкське королівство, сплюндрувавши Вестфалію. Щоб зупинити просування норманів, імператор Карл III був змушений передати Готфріду низку володінь уздовж Рейну.
885 року змовився з Гуго, герцогом Ельзасу, щодо захоплення Лотаринзького королівства, розраховуючи отримати його північну частину. Але змову викрили, а Готфріда викликали до короля в Лобіт, де висунули звинувачення у змові. На шляху звідти в Гондервілі (або Геріспісі) Готфріда вбили при потуранні Генріха, маркграфа Норманської Нейстрії. Один з вбивць — Герульф — отримав узбережжя Фризії зі статусом графства.

## Родина
Дружина — Гізела, донька Лотаря II, короля Лотарингії.
Діти: не було